# Temnothorax spinosior
Temnothorax spinosior is een mierensoort uit de onderfamilie van de Myrmicinae. De wetenschappelijke naam van de soort is voor het eerst geldig gepubliceerd in 1901 door Auguste Forel.